# Master of Reality
Master of Reality (en español: Amo de la realidad) es el tercer álbum de estudio de la banda de heavy metal Black Sabbath, lanzado al mercado el 21 de julio de 1971 a través de Vertigo Records. Tras su publicación del álbum y el éxito de su anterior álbum (Paranoid), consolidó y definió parte de la estética de la banda. Temas como «Children of the Grave» y «Sweet Leaf» se convirtieron en canciones populares, ya que fueron interpretadas en conciertos y presentaciones, además de ser publicadas en varios álbumes recopilatorios y de grandes éxitos. El 27 de septiembre de 1971, logró la certificación con disco de oro por vender 500 000 unidades y alcanzó 2 000 000 en ventas totales, por lo cual, ganó la doble certificación con disco de platino por parte de Recording Industry Association of America (RIAA). El sonido de la música pesada y oscura de Master of Reality fue un referente para otras bandas del género grunge como Soundgarden, Nirvana y The Smashing Pumpkins. Este material, está considerado un referente en la historia del heavy metal.
Luego de su publicación en 1971, el material discográfico fue reeditado en cuatro ocasiones: 1973, 1976, 1996 y 2004. Master of Reality recibió críticas positivas por parte de revistas y especialistas. Stephen Thomas Erlewine de Allmusic, dijo que con este trabajo "perfeccionaron el heavy metal pesado" y Rolling Stone los consideró "la banda más grande de heavy metal en su momento".

## Antecedentes
Para la grabación de este álbum, el guitarrista Tony Iommi, se había lesionado sus dedos en una fábrica años atrás. A raíz de este accidente, Iommi y Geezer Butler cambiaron el sonido y utilizaron diferentes técnicas musicales.  Iommi decidió bajar de tono la guitarra que usaba hasta tres semitonos. Esto reduce tensión de las cuerdas, lo que hace que la guitarra fuera más fácil para tocar. Geezer Butler también bajó de tono su bajo para que coincida con Iommi. Para esta labor, buscaron una concordancia entre el sonido de la guitarra y del bajo, ya que la guitarra necesitaba ser manipulada de tal forma que impidiera una lesión en la mano de Tony.

## Contenido lírico

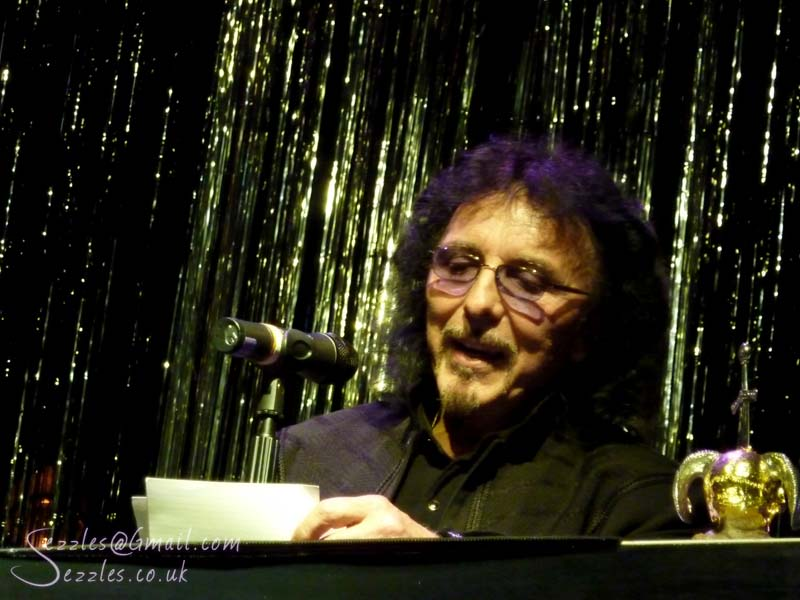
Tony Iommi fue una pieza fundamental en la composición musical de Master of reality.

Los temas musicales de Master of Reality se consideran lentos y pesados a excepción de «Orchid» y «Embryo», canciones netamente instrumentales. La primera pista musical «Sweet Leaf», fue un tema dedicado a la marihuana; una canción densa y compacta que presentó riffs pesados, acompañados de intensos sonidos en la batería. Obtuvo su nombre de un paquete de cigarrillos irlandeses que compró el bajista Geezer Butler. Según Butler, el paquete de cigarrillos dulces sólo se encontraba en Dublín. La segunda pista musical titulada, «After Forever», presentó un riff de guitarra sinfónico, una canción que exhibió "sonidos crudos y rigurosos pero eficaces", según el portal web Wilson & Alroy's. La canción presentó un mensaje positivo acerca de Dios; una canción que invitaba a la reflexión y meditación. La revista estadounidense Rolling Stone criticó el tema, ya que presentó un mensaje cristiano; sin embargo, "reconoció de forma positiva la inclusión de la canción en la producción del álbum". «Children of the Grave» fue una canción de más de cinco minutos de duración, considerada una de las mejores producciones de la banda. Presentó el mismo sonido musical del álbum Paranoid, un disco que ofreció riffs intensos, marcados por notables secciones rítmicas; concluyó con impresionantes registros vocales que encubrieron la voz de Ozzy Osbourne repitiendo "Children of the Grave". Un disco con una temática conflictiva, ya que trató sobre la guerra; esta temática se encuentra en otros temas como «Electric Funeral» y «War Pigs». "Lord of This World" presenta riffs bastante pesados y un ritmo constantemente lento, su letra también podría interpretarse como un mensaje religioso. La penúltima pista "Solitude", presenta un tono más calmado similar a "Planet Caravan". La última canción «Into the Void» se caracteriza por presentar una sucesión de riffs distorsionados, un tema de más de seis minutos donde el principal protagonista fue el largo y extendido "solo de guitarra"; considerada una de las mejores pistas del álbum.

## Diseño y presentación
Las letras que describen el nombre de la banda se encuentran dibujadas con púrpura; debajo se encuentra el título del álbum, en color gris, con fondo negro. El tipo de letra utilizado contiene un efecto de onda, parecido al movimiento que produce el viento en una bandera. Una de las primeras carátulas del CD lleva grabado el título del álbum en color negro, totalmente laminado; además incluye un póster de la banda. Algunos diseños de carátula varían dependiendo de la compañía discográfica que realiza la grabación musical. Castle Music lanzó una edición especial en Francia, Japón y Reino Unido, en cuya portada se observan las letras de Black Sabbath en color fucsia y el nombre del álbum delineado en color blanco, con fondo negro. Esta edición contiene nueve pistas musicales, incluyendo un bonus track con la canción «Killing Yourself to Live (Live)».
Las primeras ediciones oficiales que se realizaron en Estados Unidos presentaban doce pistas musicales. «The Elegy», «The Haunting», «Step Up» y «Death Mask» fueron las canciones que en un principio hicieron parte del material discográfico. Posteriormente, estas canciones fueron incorporadas a otras canciones del álbum. «After Forever» integró la canción «The Elegy», «Children Of The Grave» intregró «The Haunting», «Lord Of This World» incorporó el riff de guitarra de «Step Up» en la introducción y «Into The Void» contiene más de tres minutos de la canción «Deathmask».

## Recepción
Stephen Thomas Erlewine de Allmusic, resaltó el sonido aplastante y pesado de las guitarras, algo característico de este álbum. También dijo que "fue un álbum consistente y su influencia puede ser escuchada a través de las generaciones de bandas de heavy metal". Metal Storm, una revista electrónica especializada en heavy metal alabó el gran trabajo realizado por el cuarteto británico, resaltando la creatividad y la variedad de ideas musicales que presentaron en la realización de este material. Por último, dijeron que Master of Reality fue "una obra maestra que representó la época dorada de Black Sabbath" y que el álbum "posee más calidad que cantidad" en alusión a las pistas musicales. La revista Rolling Stone definió a Master of Reality como un álbum "oscuro y tenebroso", un material que contiene canciones gloriosas como «Sweet Leaf» y «Children of the Grave»; es "lento pero exuberante, difícil de superar". Además figura en la posición 298 como uno de los 500 mejores álbumes de todos los tiempos según Rolling Stone. Sputnikmusic, un sitio web que realiza críticas sobre temas musicales, comentó que esta producción fue todo un éxito y tuvo la aceptación de los fanes; un álbum "excelente e imprescindible para los amantes del metal". Finalmente aprobaron y resaltaron de forma positiva la nueva propuesta musical. La revista británica Q seleccionó a Master of Reality como uno de los 50 álbumes más pesados de todos los tiempos y lo describió "el disco más coherente de sus tres primeros álbumes". Por otra parte, el escritor y crítico musical Robert Christgau dijo que este material fue "aburrido y decadente" y calificó a Black Sabbath como una banda desprovista de sentido moral. Le concedió una calificación de C-.
El álbum logró la aceptación del público, ya que alcanzó la octava posición en ventas del Billboard 200 y la quinta en el Reino Unido. Logró la doble certificación con disco de platino por parte de la RIAA y vendió más de 2 millones de copias a nivel mundial. Este álbum ocupó la posición diez en Países Bajos y doce en Noruega, en este último, logró permanecer durante un período de 2 meses.

## Versiones musicales

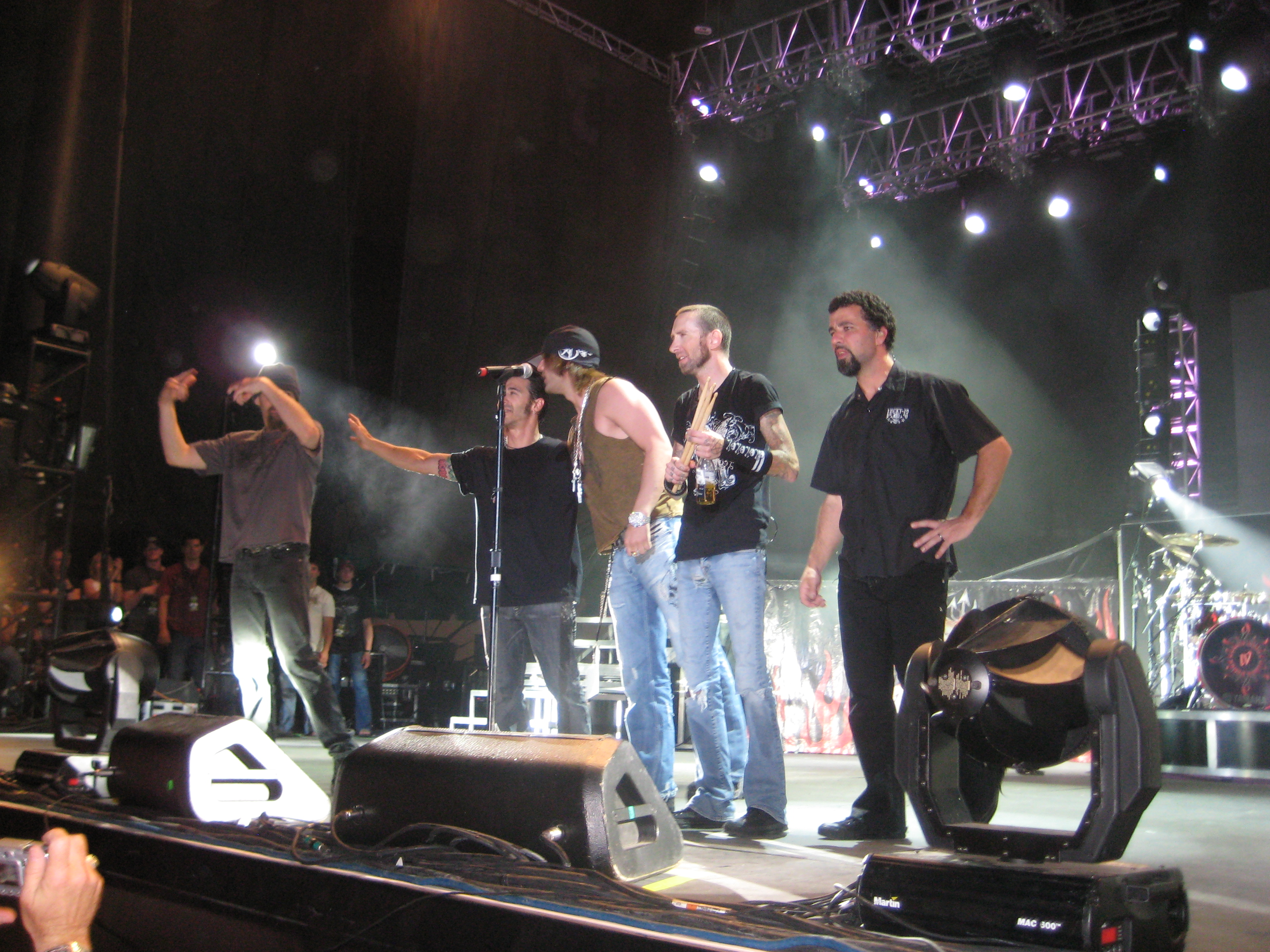
Godsmack trabajó en la versión musical de «Sweet Leaf».

Varias canciones de este álbum fueron versionadas por distintos grupos musicales. 
En 1994 salió al mercado, Nativity in Black, un álbum tributo a Black Sabbath. Fue grabado por diferentes bandas del género heavy metal en homenaje al grupo británico, considerado uno de los máximos exponentes del heavy metal. De este material, se versionaron seis canciones; «Orchid» y «Embryo» fueron las únicas pistas musicales no versionadas. Biohazard realizó la versión de «After Forever», White Zombie la de «Children of the Grave», Corrosion of Conformity trabajó en «Lord of This World», la banda inglesa Cathedral interpretó «Solitude», Godsmack versionó «Sweet Leaf» y por último, Monster Magnet realizó «Into the Void».
Otras bandas como Sleep interpretaron «Lord of this World»; la canción se encuentra en un EP publicado por la banda en 1992. Exhorder, banda estadounidense de groove metal trabajó en la versión de «Into the Void». La pista musical aparece en el álbum The Law, lanzado el 28 de enero de 1992. Rondellus, banda estonia de música medieval publicó en 2003 Sabbatum: Medieval Tribute to Black Sabbath, un álbum tributo que contiene diversas canciones del grupo británico, entre las cuales se encuentra «Solitude». Las canciones fueron interpretadas en idioma latín y se utilizaron varios instrumentos de cuerda como el laúd, el violín y el arpa. El riff de guitarra de «Sweet Leaf» fue utilizado como base para la canción «Sweat Loaf». Este disco es interpretado por el grupo Butthole Surfers y hace parte del álbum Locust Abortion Technician, lanzado en 1987. Asimismo, la banda californiana Red Hot Chili Peppers tomó este riff y lo incorporó al final de la canción «Give It Away». Otras bandas como Kyuss y Soundgarden versionaron «Into the Void».

## En la cultura popular

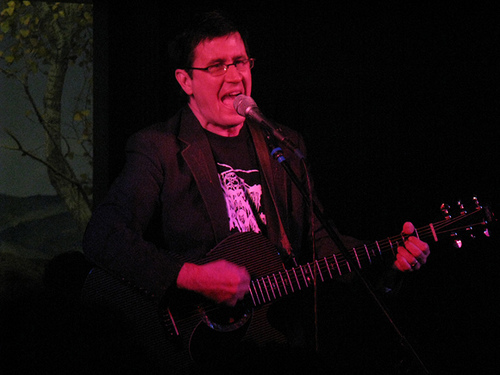
John Darnielle, autor del libro Master of Reality.

Varios grupos musicales toman como referencia el nombre de este álbum. Bastard Of Reality es un grupo que rinde tributo a Black Sabbath. Este cuarteto ha realizado las seis primeras producciones del grupo británico, desde 1970 a 1975. la banda neerlandesa After Forever comenzó sus trabajos musicales rindiendo tributo a Black Sabbath. Permanecieron durante seis años realizando todo tipo de homenajes hasta que en 2000, decidieron publicar su primer álbum de estudio.
John Darnielle, el líder de la banda estadounidense The Mountain Goats escribió una novela sobre la temática de los libros 33⅓ (colección de libros sobre álbumes musicales) y adoptó como tema principal el álbum Master of Reality. El libro narra la vida de un adolescente de 15 años de edad que se encuentra sumergido en el mundo de la música rock. Poco después, es recluido en un centro de trastornos psiquiátricos y describe en un diario todas las atracciones y los fascinamientos encontrados en este álbum y la forma en que se relaciona con el mundo a través de las canciones.. 
El productor discográfico Rick Rubin incorporó el riff de guitarra de la canción «Sweet Leaf» en el disco «Rhymin' N Stealin'». Rubin estuvo a cargo de la producción de este disco que hace parte del primer álbum de estudio de los Beastie Boys llamado Licensed to Ill.

## Lista de canciones
| LP original |                         |                               |          |  |
| N.º         | Título                  | Música                        | Duración |  |
| 1.          | «Sweet Leaf»            | Butler, Iommi, Osbourne, Ward | 5:05     |  |
| 2.          | «After Forever»         | Butler, Iommi, Osbourne, Ward | 5:26     |  |
| 3.          | «Embryo»                | Iommi                         | 0:28     |  |
| 4.          | «Children of the Grave» | Butler, Iommi, Osbourne, Ward | 5:17     |  |
| 5.          | «Orchid»                | Iommi                         | 1:31     |  |
| 6.          | «Lord of This World»    | Butler, Iommi, Osbourne, Ward | 5:26     |  |
| 7.          | «Solitude»              | Butler, Iommi, Osbourne, Ward | 5:02     |  |
| 8.          | «Into the Void»         | Butler, Iommi, Osbourne, Ward | 6:11     |  |
| 33:46       |                         |                               |          |  |

| Edición deluxe |                                                    |                               |          |  |
| N.º            | Título                                             | Música                        | Duración |  |
| 1.             | «Sweet Leaf»                                       | Butler, Iommi, Osbourne, Ward | 5:05     |  |
| 2.             | «After Forever»                                    | Butler, Iommi, Osbourne, Ward | 5:26     |  |
| 3.             | «Embryo»                                           | Iommi                         | 0:28     |  |
| 4.             | «Children of the Grave»                            | Butler, Iommi, Osbourne, Ward | 5:17     |  |
| 5.             | «Orchid»                                           | Iommi                         | 1:31     |  |
| 6.             | «Lord of This World»                               | Butler, Iommi, Osbourne, Ward | 5:26     |  |
| 7.             | «Solitude»                                         | Butler, Iommi, Osbourne, Ward | 5:02     |  |
| 8.             | «Into the Void»                                    | Butler, Iommi, Osbourne, Ward | 6:11     |  |
| 9.             | «Weevil Woman '71»                                 | Iommi, Osbourne, Ward         | 2:57     |  |
| 10.            | «Sweet Leaf (demo)»                                | Iommi, Osbourne, Ward         | 5:02     |  |
| 11.            | «After Forever (instrumental)»                     | Iommi                         | 5:17     |  |
| 12.            | «Children of the Grave (Alternative Lyrics)»       | Iommi, Osbourne, Ward         | 4:33     |  |
| 13.            | «Children of the Grave (instrumental)»             | Iommi, Osbourne, Ward         | 5:58     |  |
| 14.            | «Orchid (With Tony Iommi's Cough and Count In)»    | Iommi                         | 1:38     |  |
| 15.            | «Lord of This World (With Piano and Slide Guitar)» | Iommi, Osbourne, Ward         | 5:36     |  |
| 16.            | «Solitude (Alternative Version with No Flute)»     | Iommi, Osbourne, Ward         | 3:42     |  |
| 17.            | «Spanish Sid (Early Version of "Into the Void")»   | Iommi, Osbourne, Ward         | 6:23     |  |
| 72:52          |                                                    |                               |          |  |

## Posicionamiento en las listas
| Año  | Álbum             | Lista            | Posición |
| ---- | ----------------- | ---------------- | -------- |
| 1971 | Master of Reality | Billboard 200    | 8        |
| 1971 | Master of Reality | RPM 100          | 6        |
| 1971 | Master of Reality | Dutch charts     | 10       |
| 1971 | Master of Reality | Norwegian charts | 12       |
| 1971 | Master of Reality | UK Albums        | 5        |

## Certificaciones discográficas
| Fecha                    | Designación | Ventas             |
| ------------------------ | ----------- | ------------------ |
| 27 de septiembre de 1977 | Oro         | 500 000 unidades   |
| 13 de octubre de 1986    | Platino     | 1 000 000 unidades |
| 26 de julio de 2001      | 2x Platino  | 2 000 000 unidades |

| Fecha                   | Designación | Ventas           |
| ----------------------- | ----------- | ---------------- |
| 1 de septiembre de 1977 | Oro         | 50 000 unidades  |
| 1 de septiembre de 1977 | Platino     | 100 000 unidades |

## Historial de lanzamientos
| Año  | Tipo | Discográfica                | Número de catálogo |
| ---- | ---- | --------------------------- | ------------------ |
| 1971 | LP   | Vertigo Records             | 6360 012           |
| 1987 | CS   | Warner Bros.                | M5-2562            |
| 1987 | CD   | Warner Bros.                | 2-2562             |
| 1995 | CD   | Essential Records           | SMRCD-033          |
| 1996 | CD   | Essential Records           | 303                |
| 1996 | CD   | JVC Compact Discs           | VICP-61712         |
| 2000 | CD   | Castle Music Ltd            | 91005              |
| 2000 | CD   | Essential Records           | CMTCD-005          |
| 2001 | LP   | Gestrichen Records          | 34500401           |
| 2002 | CD   | Japanese Import             | 61712              |
| 2003 | LP   | Earmark Records             | 41001              |
| 2003 | LP   | Earmark Records             | 410010             |
| 2004 | CD   | Sanctuary Records           | 33                 |
| 2005 | LP   | Earmark Records             | 641001             |
| 2005 | LP   | Earmark Records             | 4100100            |
| 2005 | LP   | Bertus Distribution Records | DMM41001           |
| 2006 | CD   | Creative Sounds             | 6004               |
| 2007 | CD   | Universal Distribution      | 1099               |
| 2008 | DVD  | Hurricane Records           | 2613               |
| 2008 | CD   | Universal Distribution      | 9109               |

## Créditos
| Integrantes - Tony Iommi — Guitarra - Ozzy Osbourne — Voz - Geezer Butler — Bajo - Bill Ward — Batería | Producción - Rodger Bain — Productor - Tony Bain — Productor - Hugh Gilmour — Diseño - Ross Halfin — Fotografía - Keef — Fotografía y diseño - Ray Staff — Remasterización - Mike Stanfod — Dirección de arte - Chris Walter — Fotografía |